# SCO Group

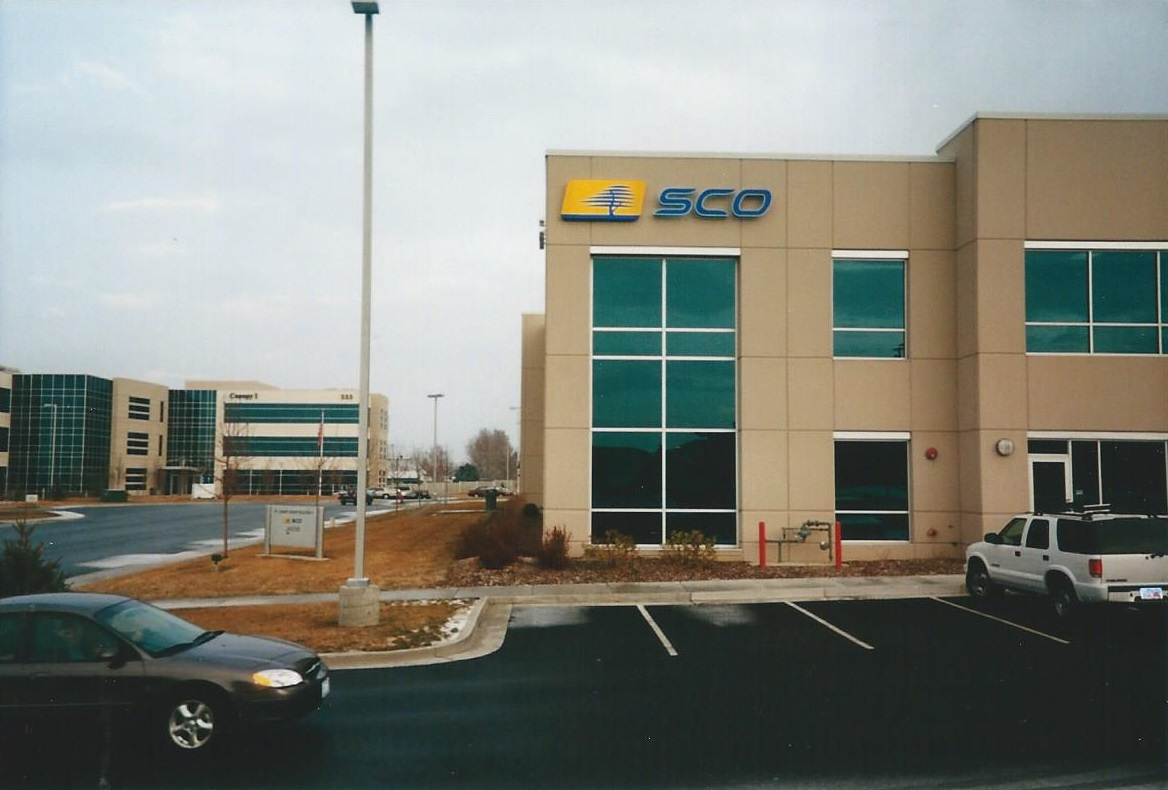
SCO位于犹他州林顿的总部办公室，摄于2002年12月

SCO Group，簡稱SCO，前身為Caldera Systems、Caldera International，破產後曾改名為TSG Group, Inc，美國電腦軟體公司，在併購了聖克魯茲作業（Santa Cruz Operation）伺服器軟體與伺服器技術部門，得到UnixWare與OpenServer技術，引起了SCO-Linux爭議。
2007年，SCO Group申請破產。2011年4月，UnXis收購SCO Group，將它更名為TSG Group。
2012年8月，TSG Group申請破產。

## 歷史

### 聖克魯茲作業公司（SCO）
聖克魯茲作業（Santa Cruz Operation，SCO） 是加利福尼亚州圣克鲁斯的一家软件公司。以销售3个版本的基于X86硬件平台的UNIX而知名：Xenix、SCO UNIX（后改称SCO OpenServer）、UnixWare（1995年自Novell公司收购该软件业务）。
1993年，SCO购并了两家英国的软件公司IXI Limited与Visionware，开发客户端界面的Tarantella产品线。2001年，SCO把它的Unix业务售给了Caldera Systems，SCO只保留了Tarantella产品线，并改称Tarantella, Inc. 

### Caldera Systems, Caldera Holdings, Caldera International
Caldera, Inc.是一家位于犹他州的创建于1994年的软件公司。启动资金来自时任Novell公司CEO的Ray Noorda的Canopy Group。主要产品是“Caldera Network Desktop”，一个针对商业客户的Linux版本。随后购并了“The Linux Support Team Software GmbH”及其LST Linux版本。LST成为随后的Caldera OpenLinux的基础。1998年8月，Caldera, Inc.分割为两家公司：Caldera Systems, Inc.与“Caldera Thin Clients, Inc.”。前者从事Linux业务，后者从事DOS与嵌入式业务。Caldera, Inc.为与微软的公司诉讼而继续作为壳公司存在。2000年1月，微软与Caldera, Inc.达成和解协议，此后Caldera, Inc.停业。 
2000年后期，Caldera Systems从Santa Cruz Operation收購了SCO商標，以及其UNIX產品與業務，包括OpenServer与UnixWare操作系统。
2001年3月，完成上市后，Caldera Systems更名为Caldera International, Inc. (CII)。2002年8月，改名为The SCO Group。

### SCO-Linux爭議
2003年，SCO指控Linux「包含了SCO的UNIX System V的源代码，因此Linux是UNIX一个未经授权的衍生版本」。Linux社群反駁這個說法。SCO起诉IBM公司，索赔10億美元，并要求Linux的终端用户支付许可费。微软公司在2003年通过购买一项UNIX技术、安排资金融通等方式来支持SCO的财务状况。
2010年，SCO對Novell案，聯邦巡迴法院宣判，Novell為UNIX與UnixWare的合法擁有者，SCO公司敗訴。SCO公司決定不再提出上訴。

### 破產
2007年9月，SCO申请破产保护。2007年11月，SCO从NASDAQ退市。
2011年4月15日，SCO Group, Inc.改名为TSG Group, Inc.
2012年8月，TSG Group申請破產。

## 外部連結
- The SCO Group, Inc.（页面存档备份，存于）官方首頁